# پانینگن
پانینگن (به هلندی: Panningen) یک منطقهٔ مسکونی در هلند است که در Peel en Maas واقع شده‌است. پانینگن ۷٬۴۵۶ نفر جمعیت دارد.